# Bujoru
Bujoru es una comuna ubicada en el distrito de Teleorman, Rumania.

## Superficie
Posee una superficie de 38,63 kilómetros cuadrados.

## Demografía
Hasta 2021 la población era de 1706 habitantes, con una densidad de población de 44,16 habitantes por kilómetro cuadrado.